# Taha (nom)
Taha és un nom masculí àrab (àrab: طه, Ṭaha) format per les lletres ta i ha, dues de les anomenades huruf muqattaat o ‘lletres enigmàtiques’ que donen nom a la sura 20 de l'Alcorà. Taha és la transcripció normativa en català del nom en àrab clàssic, i també la més habitual en altres llengües.
Vegeu aquí personatges i llocs que duen aquest nom.